# Władykaukaska kolej dziecięca
Władykaukaska kolej dziecięca (ros. Владикавказская детская железная дорога, właśc. Малая Северо-Кавказская железная дорога имени В. В. Терешковой, Małaja Siewiero-Kawkazskaja żeleznaja doroga imieni W.W. Tierieszkowoj) – kolej dziecięca, funkcjonująca od 1968 roku w rosyjskim Władykaukazie.

## Historia
Pierwsze plany budowy kolei dziecięcej we Władywostoku zostały przedstawione w czerwcu 1936 roku, przez ówczesnego I sekretarza północnoosetyjskiego komitetu Wszechzwiązkowej Komunistycznej Partii Bolszewików – Heinricha Maurera. Uregulowano kwestie formalne; brak jednak danych, czy faktycznie rozpoczęła się budowa. Wśród społeczeństwa Osetii Północnej występowały wówczas tendencje do zjednoczenia z Osetią Południową; gdy sekretarz poparł tę inicjatywę, został przez władze centralne usunięty ze stanowiska, a następnie wtrącony do więzienia (gdzie wkrótce zmarł lub został rozstrzelany). Po tym wydarzeniu przez trzydzieści lat nikt nie zaproponował kontynuowania budowy takiej linii kolejowej w mieście.
Drugi projekt budowy kolei zatwierdzono 3 października 1966 roku. Dwa dni później zaproszona na tę okazję Walentina Tierieszkowa rozpoczęła budowę toru. Kolej uroczyście otwarto 30 października 1967, natomiast regularny ruch rozpoczął się na niej 2 maja 1968.

## Tabor
Tuż po otwarciu kolei, linię obsługiwał spalinowóz TU2 i cztery z sześciu dostarczonych wagonów Pafawagu. Od 1981 roku kolej była w posiadaniu parowozu Gr, jednak nie był on używany. W połowie lat 80. XX wieku zagospodarowano pozostałe dwa otrzymane wcześniej wagony, a kilka lat później dostarczono tu lokomotywę TU7A. W 2011 roku kolej otrzymała lokomotywę TU10 i trzy wagony osobowe produkcji Kambarskich Zakładów Mechanicznych.

## Infrastruktura
Wąskotorowej linii, po której porusza się kolej, nadano kształt wydłużonej pętli. Różne źródła podają różną długość linii – 2,2, 2,37, 2,72 lub 3 kilometry. Może to być spowodowane różną metodą obliczania długości torów – przez niektórych jako długość samej pętli, przez innych – z torami dojazdowymi.
Pociąg zatrzymuje się na jednej stacji – Вечный Огонь (Wiecznyj Ogon′) – oraz jednym przystanku – Водная Станция (Wodnaja Stancyja; dawniej Пионерская – Pionierskaja) – wyposażonym w kasy biletowe (de facto to na nim odbywa się wsiadanie do pociągu). Dawniej istniał jeszcze jeden przystanek – Лагерная (Łagiernaja).
Kolej jest wyposażona w zajezdnię, przeznaczoną do przechowywania na dwóch torach czterech wagonów oraz jednej lokomotywy.

## Edukacja
W sezonie 2020 zajęcia praktyczne odbywały się od czerwca do sierpnia, natomiast zajęcia teoretyczne – od października do maja. Na kolei kształciło się 750 uczniów, w wieku 11–17 lat. Szkoli się tu również w zakresie modelarstwa kolejowego. Uczniowie biorą udział w wystawach osiągnięć technicznych.

## Turystyka
Od maja do sierpnia 2020 roku kolej kursowała od czwartków do niedziel (w godzinach 10:00 – 19:00), a we wrześniu i październiku jedynie w niedziele i święta (od 9:00 do 18:00). Bilet kosztował 80 rubli.
W pobliżu kolei znajduje się władykaukaskie zoo.